# Aphyle steinbachi
Aphyle steinbachi là một loài bướm đêm thuộc phân họ Arctiinae, họ Erebidae.